# ジョージ・フォックス

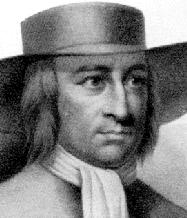
19世紀にジョージ・フォックスを描いた彫刻画、日時は不明

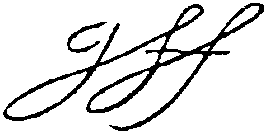
ジョージ・フォックスのサイン

ジョージ・フォックス（George Fox、1624年7月 - 1691年1月13日）は、清教徒革命（イングランド内戦）から王政復古期のイングランドの宗教家。非国教徒で、一般にクエーカーとして知られるキリスト友会の創始者である。
激動の時代を生きて、宗教的・政治的な世論に、人並み外れた妥協を許さぬキリスト教の信仰に対するアプローチを行うことにより、反旗を翻した。日記はその生き生きとした個人的な旅行記ゆえに、クエーカー以外にも人気がある。

## 生涯

### 前半生
ジョージ・フォックスはイングランドのレスターシャー州ドレイトン＝イン＝ザ＝クレイで生まれた。この地は今はフェニー・ドレイトンとして知られており、レスターの南西24km（15マイル）のところにある。父クリストファー・フォックス（Christopher Fox）は機織り職人で、「正義のクリスター」と近隣の人々から呼ばれていた。母メアリー・ラゴ（Mary Lago）については「殉教者の家系の出」であると述べている。
子どもの頃からフォックスは真面目で、宗教的な気質を備えていた。教育はイングランド国教会の信仰と実践をもとに行われた。両親は国教会の信徒だった。正式の学校教育を受けていなかったが、読み書きはできた。まだ幼い頃から聖書に魅了され、聖書の勉強を続けた。「私が11歳になった時、純粋さと礼儀正しさを知った。なぜなら、子どもだった時、私は純粋なまま歩んでいく方法を教えられたからだ。神は私にあらゆる事柄について敬虔であれと教え、そして、敬虔深く2つの方法を実践するように教えた。すなわちそれは、内面的には神に対して、外面的には人に対しての実践である」

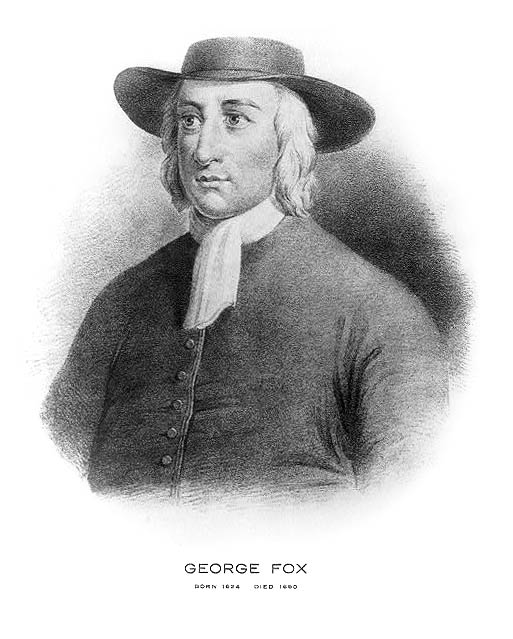
トマス・フェアランドによって石版に描かれたフォックスの肖像画の複製。

大人になって、家族は「牧師になったらいいのではないかと考え」たが、そうせずに靴職人と牧畜業者の見習いになった。このことは、フォックスの瞑想にふける気質に合致していた。主人と取り引きする羊毛商人たちの間では勤勉で有名だった。生活の中で何かに取りつかれたかのように、常に徹底的に謙虚かつ一切の贅沢を放棄する「質素」なスタイルを通した。羊飼いとして過ごした短い時間は、この人生観を形成するのに大変重要であった。晩年になってアベル、ノア、アブラハム、ヤコブ、モーセ、ダビデが全て羊飼いあるいは牛飼いであったということ、そしてそれゆえ、学問的な教育は聖職者の素質とは関係がないということを指摘して、歴史の大いなる循環を説く一通の手紙を書いた。
たとえそうであっても、教養ある人々と友好関係を持つのを恥ずかしいとは感じなかった。頻繁にナサニエル・スティーヴンス（Nathaniel Stephens）という生まれ故郷にいる牧師を訪ね、宗教的な事柄について長い討論を行った。スティーヴンスはフォックスが天賦の才能を持つ若者だと認めていたが、この2人の間には非常に多くの問題について意見の不一致があったため、後にフォックスを狂人呼ばわりし、その後のフォックスの経歴の中でフォックスを非難した。
フォックスにはまた「教授」（標準的な宗教の信奉者たち）である友人たちもいた。しかし、19歳までにその友人たちのふるまい、とりわけ飲酒について見下すようになった。ある晩の祈りの中で、彼は内なる声が「お前はいかに若者たちが空しさの中にいるのか、年老いた者たちが地に埋もれているのかを見たのだ。そして、お前は彼ら全てを見捨て、関わらないようにし、彼らに対してよそ者でいなければならないのだ」と言うのを聞いたと記録している。

### 最初の旅路
このため、精神的苦痛と混乱を抱えつつ、ドレイトン＝イン＝ザ＝クレイを1643年9月に離れた。バーネットに滞在中、フォックスは自室に何日も閉じこもったり、はたまた一人で田園風景の中を散策したり、といったことを繰り返した。非常に熱心にイエスが砂漠で悪魔の誘惑を受けたときのことを考えており、イエスを自分自身の精神的な状態に例えたが、神が自分を支え、保護するであろうという信念から力を得ていた。折々に様々な宗教学者の関心を惹きつけたが、そうした学者を拒絶した。なぜなら、彼らが教えている教義に自ら沿っているとは感じられなかったからである。
フォックスは聖職者仲間を精力的に捜し求めたが、「彼らから安らぎを得られなかった」という。というのは、フォックスが悩んでいる数々の問題に対してあまりにも能力不足に思われたからである。ウスターシャーのある牧師は、煙草（フォックスは煙草をひどく嫌っていた）をやるように、そして、賛美歌を歌うように勧めた。また修道院の別の牧師は、最初は協力的だったが、フォックスがたまたまその牧師の庭にある花の一つを踏みつけたところ、腹を立ててしまった。さらに別の牧師は、殺戮が「病める魂」を治療するのだと示唆した。
1644年6月、失望と落胆の中で故郷に戻った。しかし、そこでもまた手助けしてくれる者は見つからなかった。フォックスの家族や友人たちは、困難を解決する方法として、結婚や軍隊への入隊という道を提案したのである。間もなくもう一度旅に出なければならない、しかも今度は、いずれ遭遇することになる宗教の姿に近づくための探求の旅にしなければならないのだと決心した。フォックスは承服できない事柄に対して、そこから退却するのではなく、それに対して挑戦するのだと心を決めた。

### 独自の信仰の形成のはじまり
それから数年にわたり、フォックスは特別な宗教的信仰が形作られるように、イギリス中をひたすら旅し続けた。祈りと瞑想の中で、自分の信仰の本質に関して以前より素晴らしい理解に到達した。そして、何を自分を必要としていたのかということも分かるようになった。この過程を「幕開け」と呼んだ。つまり、そのことを一連の突然起こった主題（それはその時までに既に自分自身が完全に意識するまでになっていた）の啓示という形で経験したからである。また標準的なキリスト教の理解についてその深い内面まで理解するに至った。すなわちそれは、神の創造と救済についてである。
フォックスの考えは、次のようなものであった。
- キリスト者は外部に向けての実践の点でそれぞれ異なるが、全てに言えることは、信仰のゆえに「救われた」と考えていることである。ゆえに、真の魂の回心を経験しない限りは、儀式のようなものは大して重要と考えないでいられる。
- 聖職者に必要とされる資質は、聖なる魂によって与えられるのであり、教会での研究によって与えられるものではない。このことは、誰もが聖職者になる資格を持つことを暗に意味している。そこでは、神の精神が女性も含めた彼らを導くことが想定されている。
- 神は「従順な人々の心の奥深い中心に住む」のであって、宗教的経験は教会という建物によって定義されるものではない。実際、フォックスは建物としての「教会」という言葉を使うことを拒み、その代わりに「尖り屋根の家」という言葉を使った。この用語は、現在でも多くのクエーカーが使い続けている。フォックスは野原や果樹園などで礼拝をすることを好み、神の存在はそういう自然な世界の中でもまた感じられると信じていた。

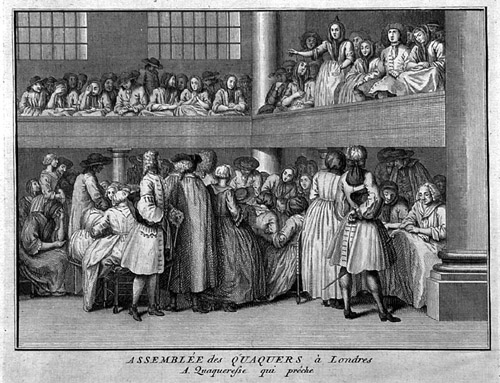
女性のクエーカーがロンドンでの集会で説教を行っているところである。

フォックスは一般と違う信仰のゆえに主要な教会とのつながりを断ち切った人々のグループである非国教徒の中である経験をした。非国教徒が教会こそ作らなくとも霊的な理解を手助けしてくれることをずっと望んでいた。だが、実際にはそうは行かなかった。例えば、女性が一人前の人間としての魂を持っていると主張したため、あるグループと対立した。このことは、旅行記の次のような有名な一節で述べられている。
しかし、私はその聖職者たちを許していたので、分派の聖職者たちからも、最も経験豊かな人々が尊敬する説教師たちからも去った。なぜなら、その中には私の状態を説明できるような人物は誰一人としていなかったからである。そして、この人たちに抱いた希望の全てが絶望に終わった時、私を助けてくれる人は表向きには存在しないし、誰かが私にどうしろと命令することもできないのだと知った。だがその時、ああ、私は次のような声を聞いたのだ。「一人だけいる。それはイエス・キリストだ。汝の状態を説明できるのはその方しかいない」という声を。私はそれを聞いた時、喜びで胸を躍らせた。そして、主は私になぜこの世には私の状態を説明できる人がいないのかを、そして、私が主に全ての栄光をお預けするのだということを悟らせてくださった。全ての者は原罪を持ち、道を示し恩寵と信仰と力を与えてくれるイエスキリストには卓越したものがあるかも知れないとは、これまでの私同様に信じてはいない。それ故にいつ神は動き誰がそれを妨げるのか、私は経験を通じて経験的に知っている。QFP §19.02

### フレンド会の形成
1648年、フォックスは布教活動を正式に始めた。市場や野原、様々な会合、時には牧師が礼拝を終えた「尖り屋根の家」でさえも説教を行おうとした。フォックスの説教は力強く、多くの人がフォックスの信仰を「真の宗教」の精神性の中で分かち合っているのだと確信していた。静かに待つという形式で行われるフレンド会の礼拝は、この時点までに十分に確立されていたと思われる。ただし、この形式がどのように作られていったかは記録がない。また、フレンド会がどの時点で成立したのかでさえ、明らかではない。だが、しばしば旅を共にした一群の人々がいたことは確かである。ただ単に「フレンド」というだけでなく、「光の子」という言葉も同時期に使われた。しかしながら、フォックスには、教団を設立しようという考えはなかったようで、ただ単に純粋で本物の、本来の素朴なキリスト教の原理として見たことを主張したかっただけであると思われるものの、後に結成した組織で宗教上の立役者として大いに手腕を発揮した
フォックスの説教は著作から広まったが、主にそれは自身が計画した強烈な個人的体験の結果であった。フォックスは当時の道徳を痛烈に批判し、（神を）信じる者は救われるとするランター派の批判は避けたが、聴衆に穢れなき生活に導こうとした。この時、様々な見解が各宗派にあり、そうした対立と混迷により各派代表により何度も開かれた会議でフォックスは自身の意見を述べようとすることになる。1651年までに多くの有能な説教師を集め、改宗を呼び掛けて各地を放浪し続けた。フォックスらは殴打などの激しい妨害受けながらも放浪を続けた。
窃盗罪で処刑されることになっている女性の事件に対する、同義的に悪と考えたことに対する判事への告訴状に見られるように、社会的正義への関心は徐々に深まっていった。チャールズ1世の抑圧による内戦とイングランド共和国開始による混乱で、権力抗争はイングランド民衆にとって身近な問題になっていた。フォックスと共和国の争いは避けられないものになった。
1652年、フォックスは神がペンデルヒル（ランカシャー）に向かうよう導いていると感じた。キリストに集う数多の例が見えた。そこから神を求める人々が集まっているというウェストモーランドのセドバーグに旅をした。近くのファーバンクフェルでキリストは直接人々に語ることができるというフォックスの教えを受け入れたフランシス・ホグウィルら多くの人々に説教した。

### 投獄
1650年にダービーでフォックスは神を冒瀆したとして投獄され、判事は「神の言葉に震えよ（tremble）」とフォックスが言うのをあざ笑って、フォックスらを「震える者（Quakers）」と呼んだ（現在広く友会徒を呼ぶ言葉になっている）。反王政復古の戦いを（あるいはいかなる理由であれ武器を取ることを）拒否して刑務所で酷い扱いを受けた。1653年にカーリッスルで有罪判決を受け、この判決で死刑もあり得たが、議会は「若者が（中略）宗教で死ぬ」よりはと釈放を求めた。
迫害が始まって、忠誠要求と暴力がフォックスにのしかかってきた。元々フォックスの教えで絶対的なものであった宣誓と武器を取ることを拒否するということが、さらに公の場で重みを増し、どんな圧力を受けてもフォックスらは行わないことを決意した。1652年の手紙で「波が（国家権力のこと）頭を叩き割ろうとも」「聖霊と共にあっても」「肉体を武器に」しないよう友会徒に求めた。
1654年にロンドンで、1656年にローセンストンで、1660年と1663年にランカスターで、1666年にスカーボローで、1674年にウスターで投獄された。フォックスはたびたび「騒乱を起こした」というだけで告発もなく逮捕されたが、信徒と共にもっとあからさまな罪名でも起訴された。こうした法令の適用は稀だったが、クエーカーには不当な礼拝を認めない法律は、ざる法であった。信仰により社会的平等を（役職を用いないとか法廷で帽子を脱がない）求める活動は、無礼な行為と映った。宣誓を拒否することで、法廷での証言が明確な証拠にならないように、国家への忠誠をクエーカーには法律で強制することになった。
刑務所でさえ、ジョージ・フォックスは手紙を書き、説教することを止めなかった。投獄されたことは救いを求める人々と（投獄された人と同様に看守も）接する機会を与えてくれたものと感じていた。そこでの行動で（頬を打たれたらもう一方を差し出すような）手本も示そうとした。

### オリバー・クロムウェルとの会談

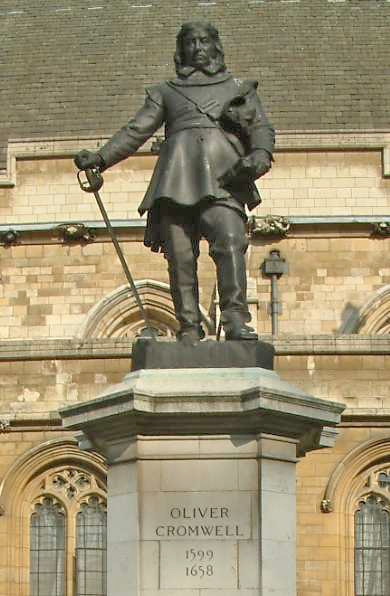
クロムウェルはフォックスの信奉者であり、彼の教えのほとんどに賛同したが、クエーカーに対する迫害は続いた。

共和国では、王党派の陰謀があるのではないかという疑念と、フォックスと旅をする大集団が倒閣を企んでいるのではないかという恐れを募らせていた（この時までにフォックスの集会は通常でも大集団を形成していた）。1653年にフォックスは逮捕され、護国卿オリバー・クロムウェルと面会するためにロンドンに連行された。武器は持っていないと断言した上で、フォックスはクロムウェルと暫時友会徒と伝統的な宗派の信者との違いを話すことができ、神の声に耳を傾け従うよう助言した。去り際にクロムウェルは「目に涙を浮かべて、「またお越しください。1日が1時間しかなくても2人はもっと親交を結ぶべきです」と言い、自分に対するものよりも酷い扱いを（フォックスに）したくないと付け加えた」と記録している。フォックスは再び自由の身になった。
この話はたびたび「権力に真理を語る」例として引き合いに出され、その後のクエーカーが暴力を望まないことを示す説教に使われている。フォックスが実践した淡白な喋り方と質素の考え方に密接に関係しているが、世界的な絶滅戦争、不正、抑圧の末に広がりを見せている。
フォックスは数日かけて行った、クエーカー弾圧を緩めるよう求める署名をした1656年に、クロムウェルに再会した。個人としては会談はうまく行き、深刻な意見対立があったものの、良好な関係を築いた。フォックスはクロムウェルに「イエスの足元に王冠を置く」よう勧めることさえ考えたが、クロムウェルは拒否した。3度目はハンプトンコート宮殿で1658年に会ったが、護国卿は病気が悪化していて、長くは話せなかった。フォックスは「生ける屍のようだった」と書いている。クロムウェルはその年の9月に死去した。

### 受難と成長
1657年までの間に約1000人の友会徒が投獄される弾圧で、フォックスは宗教と社会の伝統に対する意見を強めていった。説教でたびたびクエーカーは水による洗礼を拒否していることを強調し、このことは内面の変革を友会徒が目指していることと、外面的な儀式を迷信と見ているのではないことがどのように違うかを明らかにできる方法であった。フォックスが聖書について議論する際に、相手方の信者を怒らそうとするものでもあった。この方法は法廷でも見られ、判事が帽子を脱がそうとすると、フォックスは聖書のどこにそんな命令があるのかと訊ねて被り直した。
キリスト友会は10年も経つ頃には、急激に組織化されていった。現在の年次集会の原形になるベッドフォードシャーで3日間開かれた集会など、大きな集会が開催された。フォックスも、2人の友会徒を投獄されたクエーカーの証明を抑圧の証拠として集めてくるよう全国を回らせ、現在も続く受難集会を1675年に開催することとなった。[QFP §7]

### 王政復古
王政復古でクエーカーの命運は怪しいものになった。フォックスは再び反乱陰謀罪（今度はチャールズ2世に対する反乱）と狂信的宗教行為（これにはフォックスは憤慨した）で再び起訴された。軍事的な意図はないことを示して再度釈放された。ランカスターの獄中で国王に戦争と国内の宗教弾圧を控え、忠誠を誓わせること、演劇、メイポールゲームを控えるべきだとする統治に関する勧告書を書いた。こうした提案はフォックスのピューリタン的傾向を表していて、死後数世紀経ってもクエーカーに影響を及ぼし続けている。
国王はフォックスの意見を少なくとも一つは聞き入れた。リチャード・クロムウェルの時代に投獄されたクエーカー700人を釈放したが、政府は他の暴力的な運動にいかなるかかわりがあるのか疑念を抱いていた。第五王国派が1661年に起こした反乱で、この集団とクエーカーなどそれ以外の非国教徒に対する弾圧が起きた。
一方、ニューイングランドのクエーカーは、活動を禁止され、国王は活動を禁止し帰国を認める勅令を出すよう、枢密顧問官の助言を受けた。フォックスはニューイングランドの友会徒がロンドンに来た時に何人かと会うことができ、植民地への興味をそそられた。フォックスはすぐには行けなかった。1663年に宣誓を拒否して再び投獄され、1666年に釈放されても組織上の問題（月例集会と四半期ごとの集会を全国に広める）に忙殺され、アイルランドまで手を伸ばした。
アイルランドでもカトリック教会がやり過ぎていると見ていること（特に儀式）について説教する機会があった。近年のクエーカーは、互いの宗派に交流があることを指摘している。お互いに集会で神は実在するといい、教会の全体的な意見に聖書の占める割合を増やしていると。しかし、フォックスはこの点を理解せず、プロテスタントの環境を「奴等」に敵対できるものとした。聖書に対する信頼感は他の信者より大きかった。
1669年にフォックスは、上流階級の女性で早くからの改宗者でスウォースムアにあるスウォースムアホールのマーガレット・フェルと結婚した。夫のトーマス・フェルは1658年に死去し、マーガレットはランカスターで数年間フォックスと共に投獄されていた。2人の宗教活動は、互いに人生の根幹を成すものとなり、後に教団で行う大量の業務を共同で行った。

### アメリカとヨーロッパでの旅
1671年、バルバドスとアメリカ大陸のイギリス人居住地に行き、そこに2年間滞在した。北アメリカ大陸で最初に足を踏み入れたのはメリーランドだった。そこで地元のクエーカーの4日間の会合に参加した。様々なイギリス人が、他の植民地へと移って行く中で、その地に残った。なぜなら、先住民と会いたいと思っていたからである。先住民はクエーカーの方法に興味を持っていた（会合に参加するか「大論争」があったとフォックスは記録しているが）。フォックスは先住民の普段の物腰に感動し、愛情と敬意を表明した。
植民地のどこに行っても、そこに友会徒のための組織を確立する手助けを、かつてイギリスで行ったのと同じ手法で行った。多くの非クエーカーに対しても説教を行い、中には改宗するものもいて、ランター派やカトリックには信念がなかった。「先住民には神の光と聖霊はない」という（北カロライナのある男の）意見に真っ向から反対した。

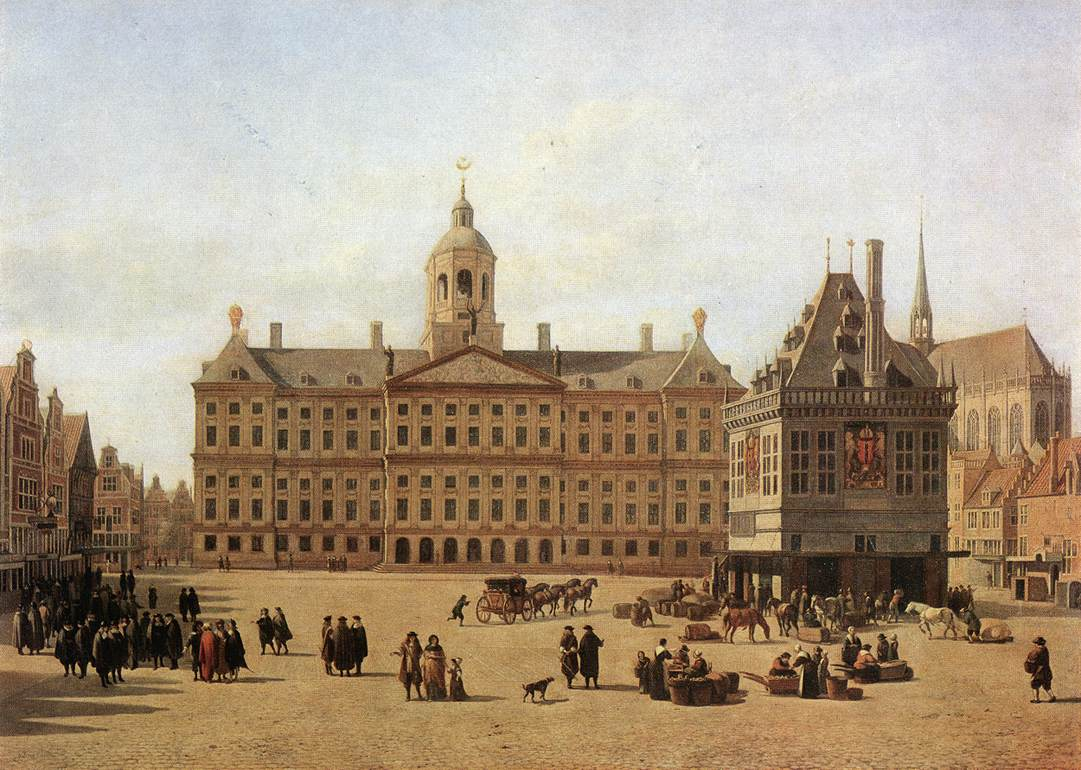
フォックスはオランダやドイツ各地の友会徒のために、アムステルダムでの年次大会を開いた。

植民地各地を巡る大旅行を終えると、1673年にフォックスは帰国した。暫くして再度投獄され、健康を損ない始めた。マーガレット・フェルは国王に釈放を請願し、釈放されたが、フォックスはすぐに弱った体で動くのは無理だと感じた。代わりに本や手記を増やす一方で公私の手紙の数を増やした。クエーカーの考えが重要だと確信していた誓約の問題に労力を多くつぎ込んだ。神に対するものと同じく真理と内なる光に関係する毎日の生活における真理の価値を目の当たりにすることができると感じた。
1677年と1684年に、オランダのフレンド会を訪ね、規律を守るための会合を組織した。ドイツにも信仰の旅に出かけた。一方でイギリスの友会徒には会合での女性の役割をめぐる論争に手紙で参加し、自分が消耗したことを感じた。帰国すると、論争に終止符を打とうと南部に滞在した。1684年終わりにかけて健康状態が悪化したが、自分の信仰とクエーカーの処遇についてポーランド、デンマーク、ドイツなどあらゆる国の指導者に手紙を書くという新たに困難な活動を続けた。
晩年にはフォックスは年次会合に参加を続け、友会徒の受ける扱いについて依然議会に陳情を続けた。1688年の名誉革命、および翌1689年の寛容法でクエーカーが一様に迫害を受ける状態に終止符を打ち、この年に多くのクエーカーが釈放された。

### 死と遺産

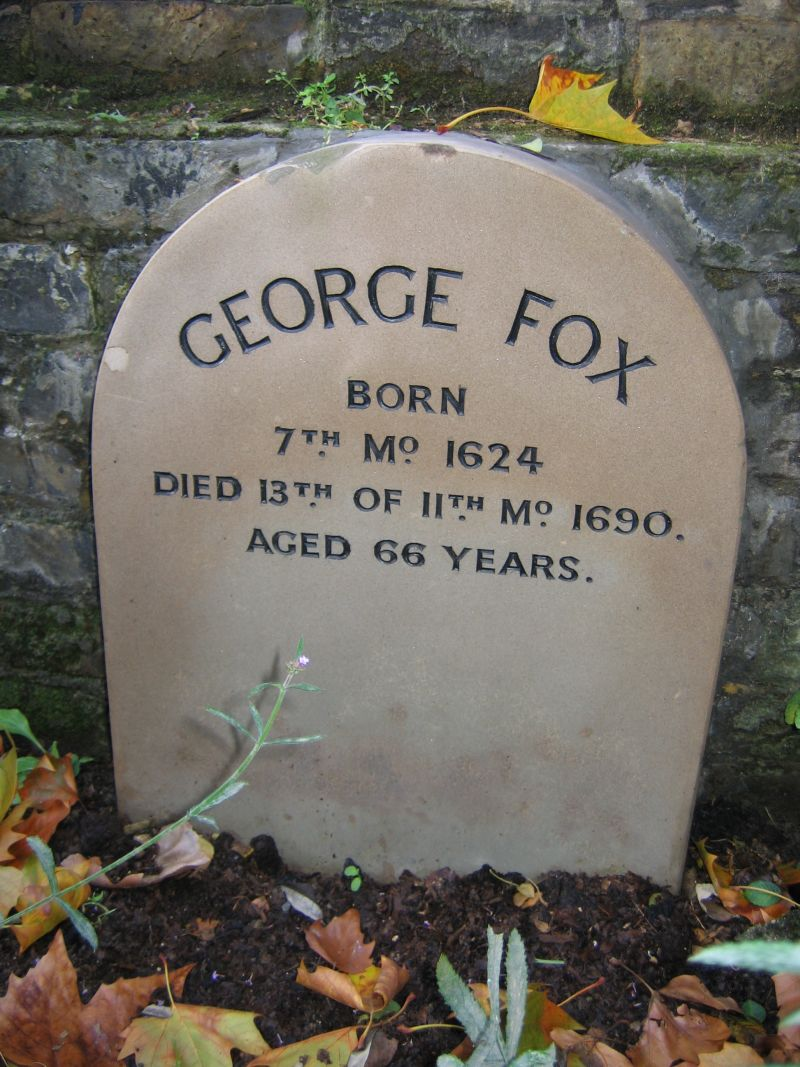
ジョージ・フォックスの墓標

フォックスは1691年1月13日に死去し、ロンドンにあるバンヒル墓地のクエーカー埋葬地に葬られた。
日記は1694年にトーマス・エルウッド（ジョン・ミルトンの友人）とウィリアム・ペンが編集して初版が出版された。宗教関係の伝記として、（ヒッポの）アウグスティヌスの「告白」、ジョン・バニヤンの「罪人にこそ与えらる恩寵」と比較されてきたが、それでも読者に訴えるのに成功している大変な個人作業とされている。日記はフォックスが訪れた17世紀の町や村の日常生活を詳しく知ることができると、歴史家に利用されてきた。
数多くのフォックスの手紙も、ほとんどは頒布するつもりで書いたもので私信はわずかであるが、出版されている。1650年代から書き始めた「全ての人の平和を求める友人」や「光の中で互いを知り合う友人に」と題する手紙は、フォックスの信仰にずば抜けた見識を与え、見識を広める決意を示している。こうした手紙はクエーカー以外の自身をキリスト教の正統派とする他宗派にも読者が現れた。
フォックスはエルウッドから「顔立ちは優美で、男らしく、威厳があり、礼儀正しく話す人」と言われている。ペンは「あらゆる礼儀作法を弁えた平民」と言った。また、「説教は平易で力強く、心熱く祈り」、「他者の聖霊を見出し、自身に対する非常に優れた主人であり」、「季節に合わせた言葉で（特に疲れて安らぎを求める人々に）話す方法を弁え」、「真理であると断言できる勇者、真理を擁護する大胆な人、その為に苦しみ、岩のように不動の人」と言われている。[1694 Journal front matter]
友会徒に対するフォックスの影響力は、もちろん相当強力なもので、信仰は教団によって広められていった。フォックスの信仰が全てクエーカー全員に受け入れられたわけではないが、芸術に対するピューリタン的な反対と神学に対する拒絶反応が、一時期こうした実践を発展させることを妨げた。ジョージ・フォックスの名前は、友会がキリスト教に起源があることに対するリベラルな意見を嫌う伝統を重んじる友会徒が度々口にしている。同時にクエーカーや他宗派の人々は、フォックスの宗教体験に関わることがあり、フォックスと対立した人々でさえ先駆者と認めることがある。
いつもクエーカーに近い考えだったと思われるウォルト・ホイットマンは、「ジョージ・フォックスは人間の恐らく最も深くにある静かな時間に起き上がる思考（人間の精神の最も内にある考え）を表している。この思考は神の思考であり、人間に備わった道徳と不道徳を合わせたものである。偉大なり。この考えはいつも偉大で、他のあらゆるものより偉大なものである。」と書いた。
アメリカ合衆国オレゴン州のジョージ・フォックス大学は、1891年に太平洋大学として設立され、1949年に改称した。